# 皇甫隆
皇甫隆（？—？），安定郡朝那县（今宁夏回族自治区固原市泾源县）人，三国时曹魏官员。
曹操曾向皇甫隆请教养生术。他年逾百岁而体力不衰，耳目聪明，颜色和悦，主要受益于道人蒯京的咽唾、琢齿的养生方法。
曹芳嘉平三年（251年）皇甫隆代赵基任敦煌郡太守。当时，关中以及中原地区，农业生产比较先进，经济也较发达。敦煌一带农业生产技术落后，不作耧犁，耕种时实施粗放的“滀水”（蓄水）灌溉方式，然后再耕, 既费人牛功力, 收获粮食也很少。皇甫隆在任太守期间，注重农业生产，及时废止了“滀水”灌溉法。推广衍灌法，提倡平灌，省功节水。并教当地农民制作耧犁，提高工效，省去牛力人力一半以上，粮食产量增加了五成。又改变妇女做裙一领费布一匹的旧俗，推广一种省工省料的妇女裙，改良风气，为当地百姓所敬爱。